# Monodontium
Monodontium es un género de arañas migalomorfas de la familia Barychelidae. Se encuentra en sudeste de Asia y Nueva Guinea.

## Lista de especies
Según The World Spider Catalog 11.5:
- Monodontium bukittimah Raven, 2008
- Monodontium malkini Raven, 2008
- Monodontium mutabile Kulczynski, 1908
- Monodontium sarawak Raven, 2008
- Monodontium tetrathela Kulczynski, 1908